# Eriopyga atrisignata
Eriopyga atrisignata là một loài bướm đêm trong họ Noctuidae.